# Tennantite
La tennantite est une espèce minérale, sulfosel d'arsenic, de cuivre et de fer de formule chimique (Cu,Fe)12As4S13 ou encore plus précisément Cu6[Cu4(Fe,Zn)2]As4S13. Elle peut présenter en effet des traces notables de zinc Zn et parfois d'argent, alors que les impuretés les plus communes sont l'antimoine Sb, le bismuth Bi, le plomb Pb. Elle forme une série isomorphe et continue avec la tétraédrite (Cu,Fe)12Sb4S13 (pôle Sb), solutions solides du groupe des cuivres gris.
Il s'agit d'un minéral de maille cristalline cubique, exploité avec les différents cuivres gris depuis des millénaires comme minerai de cuivre.

## Historique de la description et appellations

### Inventeur et étymologie
Connue autrefois comme le "cuivre gris arsenié", la tennantite de Cornouailles en Angleterre a été rapportée en 1811 par le naturaliste James Sowerby par l'expression "gray sulphuret of copper in dodecahedral crystals" ou "petit sulfure gris de cuivre en cristaux dodécaédriques". Placé sous l'attention des minéralogistes britanniques, ce minéral a été décrit à nouveau précisément au cours de l'année 1818 par les frères Philipps, d'abord le minéralogiste William Phillips et ensuite le chimiste Richard Phillips, et renommé d'un commun accord en 1819. Le nom choisi par Richard est dédié au chimiste anglais Smithson Tennant (30 novembre 1761-22 février 1815). Il s'agissait de commémorer la disparition accidentelle à Boulogne-sur-Mer de ce bel esprit libre scientifique, un des précurseurs de la notion d'allotropie et de l'analyse chimique (minérale) systématique des corps naturels (platinoïdes, matières carbonées et météoritiques). La cassure fragile d'un échantillon de tennantite a en effet rappelé à Richard l'effondrement soudain et dramatique du pont qui ensevelit sous ses gravats le malheureux touriste venu en observateur de la structure, Smithson Tennant.

### Topotype
Mines de Cornouailles, en particulier dans les secteurs ou districts de Camborne, Redruth, Saint Day, Gwennap en Angleterre, Grande-Bretagne

### Variétés
- L'annivite a longtemps été considérée une espèce minérale à part[4]. Elle a été déclassée définitivement par l'IMA en 2008. Ce n'est plus qu'une variété bismuthifère de tennantite, de formule Cu6[Cu4(Fe,Zn)2](As,Bi)4S13.
- La fredricite est une pseudo-variété argentifère pouvant contenir 1 à 3 % d'argent.
- La Sandbergérite Breithaupt est une variété de tennantite de formule 4(Cu2,Zn)S,As2S3 [5]

### Synonymie
Il existe pour cette espèce de nombreux synonymes
- Arsenfahlerz ou Arsenkupferfahlerz... dans la tradition minière germanique (autrefois Arsenikglanz)
- binnite Des Cloizeaux (1855)[7]
- cuivre gris ou "minerai de cuivre gris" (terme commun avec la tétraédrite)
- énargite-bêta
- érythroconite
- fahlite (terme commun avec la tétraédrite)
- julianite,
- miedziankite Morozewicz (1923),
- régnolite Antonio D'Achiardi  (1883) [8]

## Cristallographie
Les cristaux libres sont rares. Souvent d'aspect triangulaire, ils sont parfois pseudo-tétraédriques. L'accolement de faces en nombres importants donne des formes en boules, typique de la binnite valaisanne. Les agrégats grenus et surtout les masses granulaires ou compactes, à cohésion cassante, sont plus fréquents.
La surface de cassure est grise plus ou moins rougeâtre, brun-rouge ou noire.
- Paramètres de la maille conventionnelle : a = 10,186 Å, Z = 2; V = 1 056,84 Å3
- Densité calculée = 4,62

Les cations fer, de zinc et même parfois d'argent, de mercure, de bismuth peuvent se substituer facilement à la position du cations du cuivre.
Ce minéral, véritable analogue cuivre de l'argentotennantite (Ag) appartient au groupe isométrique de la tennantite ou de la tétraédrite. Il est décrit selon la classification de Dana par le groupe 3.03.06, sulfosel de formule type similaire, avec cations métalliques, cations semi-métalliques équilibrés par anions sulfures ou séléniures. Par ordre se placent la tétraédrite (Cu,Fe)12Sb4S13, la tennantite, la freibergite (Ag,Cu,Fe)12(Sb,As)4S13, la hakite (Cu,Hg)3(Sb,As)1(Se,S)3, la giraudite (Cu,Zn,Ag)12(As,Sb)4(Se,S)13, la goldfieldite Cu12(Te,Sb,As)4S13 et l'argentotennantite (Ag,Cu)10(Zn,Fe)2(As,Sb)4S13. L'ordre de présentation n'est pas le même dans la classification de Strunz.
Le faciès de la tennantite (As) est le même que celui de la tétraédrite (Sb), avec laquelle elle forme une série continue.

## Propriétés physiques et chimiques, toxicologie
Il s'agit d'un minéral de la classe des sulfosels, fragile, à éclat métallique.
La tennantite est chimiquement similaire à l'énargite Cu3AsS4 et à la luzonite (de) Cu3AsS4.

### Analyse, distinction
La tennantite est un aspect similaire à la tétraédrite, les deux minéraux peuvent être confondus à l'œil. Toutefois, les spécialistes remarquent que la tennantite a une couleur plus foncée, un trait légèrement plus rouge, et une couleur rouge translucide lorsqu'une fine couche est placée sous forte lumière blanche ou qu'une partie d'échantillon fracturée finement présentent des réflexions internes sous éclairage.
La tennantite a un trait un peu rougeâtre sur porcelaine poreuse.

## Gîtologie
La tennantite est un minéral primaire accessoire des gisements ou filons hydrothermaux, plutôt en basses et moyennes températures, ainsi que plus rarement des gisements de pegmatites et autres "gisements sub-volcaniques".
Elle apparaît dans les dépôts des anciennes zones de métamorphisme ou autres métasomatismes de contact, comme la dolomite de Lengenbach dans le Binntal en Valais. Elle est présente dans les gisements sub-volcaniques.
Dans leurs gisements respectifs, parfois communs, la tennantite est moins abondante que la tétraédrite.
Des cristaux en intercroissance avec la pyrite peuvent être parfois couramment observés, ainsi à Capnik en Roumanie.
Association : autres sulfosels et sulfures de Cu, Pb, Zn, Ag, fluorine, baryte, galène, quartz, chalcopyrite, sphalérite, pyrite, arsénopyrite, réalgar, calcite, dolomite, sidérite...

### Gisements remarquables
- Allemagne : mines de Freiberg, Saxe
- Argentine : Cerro Atajo, Catamarco
- Chili : mine San lorenzo, Santiago, ou mine El Teniente, une soixantaine de km à l'ouest de Rancagua, province d'O’Higgins Province
- Chine : secteur de Yaogonxian, Hunan
- États-Unis : mine d'argent Léonard, district de Butte, comté de Silver Bow, Montana (empilement de cristaux triangulaires) ; mine de Freeland à Idaho Springs ou le filon Champion (Champion Lode), à Geneva, district Georgetown dans le comté de Clear Creek, district minier de Central City dans le comté Gilpin ou encore les mines argentifères du secteur de "Molly Gibson", à Aspen, comté Pitkin, du district de montagne rouge (Red Mountain), comté San Juan, dans le Colorado
- France : mine de Longefay, Poule-les-Écharmeaux, Rhône[9] ; bois du Roi, Les Chaillats (Chaillat), Servant, Puy-de-Dôme[10] ; Houppach, Masevaux, Vallée de la Doller, Haut-Rhin[11]
- Grande-Bretagne : mines de Gwennap, Gwinear, Illogan ou de Saint Just, Cornouailles
- Irlande : mines de Gortdrum, comté Tipperary
- Kazakhstan : mine Zhezkazgan ou Dzhezkazgan, province de Karagandy (assemblage de beaux cristaux par empilement)
- Mexique : mine El Cobre à Conception del Oro, Zacatecas (cristaux pointus associés au quartz)
- Namibie : mines de Tsumeb, province de Oshikoto ou région Otjikoto (gros cristaux remarquables, parfois pseudomorphes de l'azurite)
- Pérou : mines de Morococha et Quiruvilca, département La Libertad ; mine Julcani, département de Huancavelica
- Pologne : mines de cuivre (Kupferberg) de Rudelstadt, Silésie
- Roumanie : district minier de Kapnik, Maramures
- Suisse : carrière de Lengenbach près de Fäld ou autres sites, vallée de Binntal en Valais, pour les "binnites" arrondies ou encore la variété riche en Bi nommée Annivite, également trouvée à l'origine dans le Val d'Anniviers également en Valais

## Usage et histoire
Il s'agit d'un minerai de cuivre, connu de la Haute Antiquité.
La présence d'arsenic dans la structure métallique rend le matériau cuivre ainsi allié plus dur, lorsqu'il est obtenu par un minerai principal à base de tennantite, en simple métallurgie de fusion. Or les 'cuivres arséniés' étaient parmi les plus utilisés durant l'Antiquité, ce qui a fait naître l'hypothèse d'une valorisation et surtout d'un choix sélectif du pôle tennantite dans la série des cuivres gris miniers, pour l'élaboration d'outils ou d'armes plus performantes à l'âge du Bronze. Un saut technologique a été proposé par les archéologues.
Il s'agit aujourd'hui surtout d'un minéral de collection.